# 509 Iolanda
Az 509 Iolanda egy a Naprendszer kisbolygói közül, amit Max Wolf fedezett fel 1903. április 28-án.